# Ростовский, Евгений Григорьевич
Евге́ний Григо́рьевич Росто́вский (род. 19 января 1947, Ленинград) — советский и российский композитор, сценарист, режиссёр, лауреат российских и международных кинофестивалей. Кандидат искусствоведения, член Союза кинематографистов РФ.

## Биография
Родился в Ленинграде. Окончил дирижёрско-хоровое отделение Ленинградского института культуры и затем Санкт-Петербургский государственный институт кино и телевидения. Автор струнного квартета, кантаты для смешанного хора, сюиты для флейты, балета «Кроткая» по повести Ф. Достоевского, который сам экранизировал. В жанре лёгкой музыки написал множество песен в соавторстве с Алексеем Римицаном, Марком Сониным, Борисом Герштом, Вячеславом Вербиным и другими поэтами. Песни Е. Ростовского в разное время исполняли Михаил Боярский, Лариса Долина,Альберт Асадуллин, Павел Смеян, Игорь Скляр, Эдита Пьеха, Алексей Глызин, Ирина Понаровская, Елена Дриацкая, Юрий Охочинский, Светлана Медяник, Наталья Лапина.
Принимал участие в российских и международных фестивалях. С 2007 года по 2014 год преподавал режиссуру в двух университетах Санкт-Петербурга[каких?]. 
Кандидат искусствоведения, доцент. Член Союза кинематографистов России.

## Автор музыки к песням
- «Бабушка пирата» — сл. Э. Успенского, исп. Михаил Боярский
- «Аэроплан» — сл. М. Сонина, исп. Михаил Боярский
- «Баллада о дорожном указателе» сл. Б. Гершта, исп. Михаил Боярский
- «Воздушный змей» — сл. Вячеслава Вербина, исп. Михаил Боярский
- «Дикий сад» — сл. В. Жилина, исполняет Михаил Боярский
- «На прощанье оглянись» — сл. В. Вербина, исп. Михаил Боярский
- «Провинциалка» — сл. В. Панфилова, исп. Михаил Боярский
- «Воспоминание» — сл. Ю. Поройкова, исп. Михаил Боярский
- «На прощанье оглянись» — сл. В. Вербина, исп. Лариса Долина
- «Моя планета» — сл. Ю. Поройкова, исп. Лариса Долина
- «Ты помнишь…» — сл. Е. Звонцова, исп. Альберт Асадуллин
- «Земное небо» — сл. Э. Асадова, исп. Альберт Асадуллин
- «Контрасты» — музыка совместно с Ильёй Олейниковым, сл. Э. Кузнецова, исп. Игорь Скляр
- «Зоопарк» — музыка совм. с Ильёй Олейниковым, сл. Н. Дуксина, исп. Игорь Скляр
- «Когда-нибудь» — сл. Ю. Поройкова, исп. Павел Смеян[3]
- «Актриса прошлых лет» — музыка совм. с Ильёй Олейниковым, сл. В. Вербина и Вадима Жука, исп. Эдита Пьеха
- «Бим-бом» — сл. В. Вербина и В. Жука, исп. Катя Суржикова
- «Кто ты, музыка» — сл. В. Вербина, исп. Елена Дриацкая
- «Лебеди детства» — сл. В. Вербина, исп. Ирина Понаровская
- «Любви моей» — сл. Ю. Поройкова, исп. Алексей Глызин
- «Облака» — музыка совместно с Ильёй Олейниковым, сл. Н. Дуксина, исполняет Эдита Пьеха
- «Ручная пантера» — сл. В. Жилина, исп. Наталья Лапина
- «Неужели ты забыла?» — сл. М. Рябинина, исп. Юрий Охочинский

## Фильмография
Режиссёр
- 2000 — Кроткая (полижанровый художественный фильм)[4]
- 2005 — ДТП (художественный фильм)
- 2007 — Синдром Золушки (художественный фильм)[4]

Сценарист
- 2000 — Кроткая (полижанровый художественный фильм)
- 2005 — ДТП (художественный фильм)
- 2006 — Война (короткометражный)
- 2006 — Сотворение (короткометражный)
- 2007 — Синдром Золушки (художественный фильм)

Композитор
- 2000 — Кроткая (полижанровый художественный фильм)

Продюсер
- 2000 — Кроткая (полижанровый художественный фильм)

Актёр
- 2015 — Своя чужая — Ухов, баллистик
- 2016 — Тайны следствия — 16 — ювелир

## Награды
«Кроткая»
- 2005 — приз «Золотой Ангел» на кинофестивале в Монако (Монте-Карло) — «За лучшую кинематографию»[источник не указан 692 дня];
- 2006 — приз кинофестиваля в Бредфорде (Англия)[источник не указан 692 дня];
- призы кинофестивалей России[каких?][4].

«ДТП»
- 2005 — приз кинофестиваля «Саратовские страдания» — «За самое точное попадание в жанр»[4].